# 3YE
3YE (tiếng Hàn Quốc: 써드 아이; phát âm là Third Eye) là một nhóm nhạc nữ Hàn Quốc được thành lập bởi GH Entertainment vào năm 2019. Nhóm ra mắt công chúng vào ngày 21 tháng 5 năm 2019, với đĩa đơn kỹ thuật số "DMT".

## Lịch sử
Trước khi nhóm được thành lập, tất cả các thành viên của nhóm đều thuộc nhóm nhạc nữ Apple.B. trước đây của GH Entertainment. Yuji cũng đã từng tham gia K-pop Star 2 và Kara Project trước khi trở thành thực tập sinh của GH Entertainment. Bộ ba ra mắt công chúng vào ngày 21 tháng 5 năm 2019 cùng với việc phát hành đĩa đơn kỹ thuật số đầu tiên của họ, "DMT (Do Ma Thang)". Đĩa đơn kỹ thuật số thứ hai của họ, "OOMM (Out Of My Mind)" được phát hành vào ngày 17 tháng 9 cùng năm. Vào tháng 11, họ đã giành được giải thưởng Thần tượng được mong đợi nhất tại KY Star Awards. Đĩa đơn kỹ thuật số thứ ba của nhóm, "Queen" được phát hành vào ngày 21 tháng 2 năm 2020, và tiếp ngay sau đó là EP đầu tiên của họ, Triangle, được phát hành vào ngày 29 tháng 6.
Vào ngày 19 tháng 3 năm 2021, có thông báo rằng nhóm nhạc sẽ trở lại bằng việc phát hành một đĩa đơn mang tên "Stalker", được phát hành vào ngày 1 tháng 4.

## Thành viên
- Yuji (유지)
- Yurim (유림)
- Haeun (하은)

## Danh sách đĩa nhạc

### EP
| Tiêu đề  | Thông tin album                                                                              | Vị trí cao nhất trên bảng xếp hạng | Số lượng bán được |
| Tiêu đề  | Thông tin album                                                                              | KOR                                | Số lượng bán được |
| -------- | -------------------------------------------------------------------------------------------- | ---------------------------------- | ----------------- |
| Triangle | - Phát hành: 29 tháng 6, 2020 - Nhãn đĩa: GH Entertainment - Định dạng: CD, digital download | 48                                 | - KOR: 1,500      |

### Đĩa đơn
| "DMT (Do Ma Thang)"                                                        | 2019 | —   | Triangle         |
| "OOMM (Out Of My Mind)"                                                    | 2019 | —   | Triangle         |
| "Queen"                                                                    | 2020 | —   | Triangle         |
| "Yessir"                                                                   | 2020 | —   | Triangle         |
| "Like This Summer"                                                         | 2020 | —   | Non-album single |
| "Stalker"                                                                  | 2021 | TBA | Non-album single |
| "—" biểu thị đĩa đơn không được xếp hạng hoặc không phát hành ở khu vực đó |      |     |                  |

## Giải thưởng và đề cử
| Giải thưởng    | Năm  | Hạng mục                      | Đề cử cho | Kết quả   | Ref.  |
| -------------- | ---- | ----------------------------- | --------- | --------- | ----- |
| KY Star Awards | 2019 | Thần tượng được mong đợi nhất | 3YE       | Đoạt giải | [ 6 ] |